# Four Corners (film, 2013)
Pour les articles homonymes, voir Four Corners.
Pour plus de détails, voir Fiche technique et Distribution.
Four Corners est un film sud-africain réalisé par Ian Gabriel et sorti en 2013.
Il est sélectionné pour représenter l'Afrique du Sud aux Oscars du cinéma 2014 dans la catégorie meilleur film en langue étrangère.
Four Corners est le premier film dont les langues sont un mélange de plusieurs dialectes sud-africains : le Sabela (le langage secret des Number Gangs), le tsotsitaal, l'afrikaans et un dialecte anglais du Cap.

## Synopsis
Ricardo Galam, treize ans, vit avec sa grand-mère dans une HLM du Cap, dans un quartier où la sous-culture est dominée par deux gangs, les 26 et 28. Prodige des échecs, Ricardo et son futur sont menacés par l'intérêt que lui porte le 26.

## Fiche technique
- Titre : Four Corners
- Réalisation : Ian Gabriel
- Scénario : Ian Gabriel, Hofmeyr Scholtz, Terence Hammond et Hofmeyr Scholtz
- Production : Cindy Gabriel et Genevieve Hofmeyr
- Photographie : Vicci Turpin
- Montage : Ronelle Loots
- Pays d’origine : Afrique du Sud
- Genre : Drame, thriller
- Langue : Afrikaans et Tsotsitaal
- Durée : 114 minutes
- Dates de sortie :
  -  Afrique du Sud : 23 septembre 2013

## Distribution
- Brendon Daniels : Farakhan
- Lindiwe Matshikiza : Leila
- Irshaad Ally : Gasant
- Abduragman Adams : Tito
- Jezriel Skei : Ricardo
- Jerry Mofokeng : Manzy
- Israel Makoe (en) : Joburg

## Distinctions

### Nominations
- Satellite Awards 2014 : meilleur film en langue étrangère